# Добролежа Анатолій Тимофійович
Анато́лій Тимофі́йович Доброле́жа (10 грудня 1930, Скопіївка — 10 березня 2009, Київ) — український художник кіно, художник-постановник, ілюстратор. Член Спілки кінематографістів України (1965), Спілки радянських художників України (1967). Заслужений діяч мистецтв України (2003). Брат художника Миколи Добролежі.

## Життєпис
Народився 10 грудня 1930 року в селі Скопіївці (нині Новоукраїнський район Кіровоградської області, Україна) у багатодітній заможній селянській сім'ї. 1957 року закінчив Одеське художнє училище де навчався у Леоніда Мучника, Олександра Ацманчука. Дипломна робота — картина «Вшанування Петра Ілліча Чайковського в Одеській опері» (олія, Музей Одеського художнього училища). Протягом 1957—1963 років навчався на художньому фаультеті Всесоюзного державного інституту кінематографії, був учнем Федора Богородського, Геннадія Мясникова, Юрія Пименова. Дипломна робота — ескізи декорацій і розкадровки до сценарію «Відкриття Антарктиди» (темпера, Музей театрального, музичного та кіномистецтва України).
З 1963 року працював художником-постановником на Київській кіностудії імені Олександра Довженка. Одночасно у 1960–1970-х роках ілюстратрував журнал «Україна». Мешкав у Києві в будинку на вулиці Затонського, № 21А, квартира № 126 та у будинку на проспекті Радянської України, № 20В, квартира № 490. Помер у Києві 10 березня 2009 року.

## Творчість
Працював у галузях кіно-декораційного мистецтва та книжкової графіки.
Оформив понад 40 книг, зокрема:
- «Балет „Мідний вершник“. Одеська опера» (1957);
- «Чорний хрест» (1961) та  «Вулиця без світанку»  (1967) Юрія Усиченка;
- «Северин Наливайко» Миколи Вінграновського (Київ, 1996).

Автор публікації «Микола Вінграновський у спогадах, листах і кіно» // «Вітчизна», 2006, № 9–10.
Брав участь у республіканських та всесоюзних виставках з 1958 року. Учасник художньої виставки в Парижі у 2003 році.
Роботи художника крім названих музеїв, зберігаються в Музеї Київської кіностудії художніх фільмів імені Олександра Довженка, Кіровоградському обласному художньому музеї (близько 250 творів).

## Фільмографія
Оформив художні фільми:
- «Шарф коханої» (1955, асистент художника)[2]
- «Закон Антарктиди» (1963)
- «Ракети не повинні злетіти» (1964)
- «Звірте свої годинники» (1965)
- «До міста прийшло лихо» (1965)
- «У пастці» (1967)
- «Дитина» (1968)
- «Дума про Британку» (1969)
- «Комісари» (1970)
- «Сеспель» (1971)
- «Ні дня без пригод» (1972)
- «Тихі береги» (1972)
- «Ефект Ромашкіна» (1973)
- «Анна і Командор» (1974)
- «Особисте життя» (1974)
- «Шлях до Софії» («Шлях до Софії») (1978)
- «Спокута чужих гріхів» (1978)
- «Біла тінь» (1979)
- «Овід» (1980)
- «Вир» (1983)
- «Климко» (1983)
- «Канкан в Англійському парку» (1984)
- «Крижані квіти» (1986)
- «Небилиці про Івана» (1989)
- «Провінційний анекдот» (1990)
- «Поїзди без усмішок»/«Вихід № 19» (1990)
- «Особиста зброя» (1991)

Науково-популярні кінострічки:
- «Тарас Шевченко. Заповіт» (1992)
- «Чигирин — столиця гетьмана Богдана Хмельницького» (1993)
- «Батурин — столиця гетьмана Івана Мазепи» (1993)
- «Галич — столиця князя Данила Галицького» (1993)
- «Гетьман Сагайдачний» (1994)